# Goniophlebium subauriculatum
Goniophlebium subauriculatum är en stensöteväxtart som först beskrevs av Bl., och fick sitt nu gällande namn av Presl. Goniophlebium subauriculatum ingår i släktet Goniophlebium och familjen Polypodiaceae. Inga underarter finns listade.